# Igreja de Santa Maria de Calvi
Église Sainte-Marie de Calvi é uma igreja em Calvi, Haute-Corse, na ilha de Córsega . O edifício foi classificado como Monumento Histórico em 1988.